# Os Sonhadores
Os Sonhadores (em inglês:  The Dreamers; em francês:  Innocents; em italiano:  I sognatori) é um filme ítalo-franco-britânico de 2003, do género drama, realizado por Bernardo Bertolucci. O filme é baseado no romance The Holy Innocents, de de Gilbert Adair, autor do roteiro.

## Sinopse
O sonhador narra a história de Matthew, um estudante americano natural de San Diego que está na França em 1968 em um intercâmbio. Em suas idas à Cinemateca, ele conhece os gêmeos Isabelle e Theo. Eles compartilham da mesma paixão pelo cinema e isso faz com que eles se aproximem cada vez mais, certo dia os gêmeos o convidam para um jantar na casa deles e lá ele conhece sua mãe, uma inglesa, casada com um intelectual poeta francês. Nessa noite Matthew dorme na casa deles e descobre que Isabelle e Theo tem um estranho tipo de relacionamento. No dia seguinte os pais dos gêmeos saem para uma viagem e Isabelle e Theo convidam Matthew para passar um tempo com eles em sua casa. Eles vão ficando cada vez mais íntimos e iniciam uma série de jogos psicológicos e sexuais envolvendo a temática do cinema. A trama se passa na Revolução Estudantil que ocorria em Paris no final da década de 1960.

## Elenco
- Michael Pitt .... Matthew
- Eva Green .... Isabelle
- Louis Garrel .... Theo

## Trilha sonora
A trilha sonora do filme foi relançada em 2004 em CD.
Lista das canções
1. "Third Stone from the Sun" - Jimi Hendrix
2. "Hey Joe" - Michael Pitt & The Twins of Evil
3. "Quatre Cents Coups" - Jean Constantin
4. "New York Herald Tribune" - Martial Solal
5. "Love Me Please Love Me" - Michel Polnareff
6. "Queen Jane Approximately" - Bob Dylan
7. "La Mer" - Charles Trenet
8. "Song for Our Ancestors" - Steve Miller Band
9. "I Need a Man to Love" - Janis Joplin
10. "The Spy" - The Doors
11. "Maggie M'Gill" - The Doors
12. "Tous les garçons et les filles" - Françoise Hardy
13. "Ferdinand" - Antoine Duhamel
14. "Dark Star" - The Grateful Dead
15. "Non, je ne regrette rien" - Edith Piaf